# Луцький псалтир
Луцький або Флорентійський псалтир (слідуваний, себто з молитвами з часослова) — рукопис на 211 фоліо, писаний 1384 року, через рік після смерті Великого князя Волинського Любарта-Дмитра, попом Іваном, настоятель церкви святої Катерини у Луцьку, українською церковнослов'янською мовою з рисами галицько-волинської говірки. 
Зберігається в флорентійській бібліотеці Лауренціана. 
Рукопис і почасти його мову вперше описав Карло Вердіані в «Ricerche Slavistiche» (1954).
У 2013 році УПЦ (МП) здійснила факсимільне видання псалтиря, наклад склав 1 тисячу примірників.